# Dubowyj Haj (obwód czernihowski)
Dubowyj Haj (ukr. Дубовий Гай) – wieś na Ukrainie, w obwodzie czernihowskim, w rejonie pryłuckim, w hromadzie Jabłuniwka. W 2001 liczyła 867 mieszkańców.